# Offshore-Windpark Borkum Riffgrund
Borkum Riffgrund ist ein Offshore-Windpark in der deutschen ausschließlichen Wirtschaftszone der Nordsee. Er besteht aus den drei Teilflächen Borkum Riffgrund 1, Borkum Riffgrund 2 und Borkum Riffgrund 3.
Borkum Riffgrund 1 mit 78 Windkraftanlagen des Typs Siemens SWT-4.0-120 wurde im Oktober 2015 in Betrieb genommen und  Borkum Riffgrund 2 mit 56 Windkraftanlagen des Typs MHI Vestas V164 im Juni 2019.
Borkum Riffgrund 3 soll, aufgrund der verspäteten Netzanbindung, erst 2026 (statt 2025) in Betrieb gehen.

## Borkum Riffgrund 1

### Planung
Die PNE AG begann mit der Projektplanung. Sie verkaufte die Rechte an das dänische Energieunternehmen Ørsted und blieb an der Planung beteiligt.
Der Windpark liegt etwa 38 Kilometer nördlich der Insel Borkum und hat eine Fläche von gut 35 km². Der Genehmigungsantrag wurde am 9. Juni 2000 gestellt.
Das Bundesamt für Seeschifffahrt und Hydrographie (BSH) erteilte am 25. Februar 2004 (basierend auf der Seeanlagenverordnung) die Genehmigung für den Bau und Betrieb von 77 Windkraftanlagen.
Später verlängerte das BSH die Frist für den Baubeginn bis zum 1. Mai 2014 und genehmigte eine 78. Anlage mit Suction-Bucket-Jacket-Fundament.
Die Planungen sahen folgendermaßen aus:
- 2013: Bau der Umspannplattform
- Anfang 2014: Bau der Fundamente und Kabelverlegung
- Sommer 2014: Aufstellen der Windkraftanlagen (erfolgte seit Oktober 2014)
- 2015: Fertigstellung des Windparks

Die Investitionssumme betrug 1,25 Milliarden Euro. Genehmigungsinhaber und Betreiber ist die Borkum Riffgrund I Offshore Windpark A/S GmbH & Co. OHG, eine Betreibergesellschaft mit Sitz in Norden.
Beteiligungsstruktur von Borkum Riffgrund 1 (Stand: April 2022):
| Anteil | Anteilseigner        |
| ------ | -------------------- |
| 50 %   | Ørsted               |
| 50 %   | Greencoat Renewables |

### Bau
Zur Absicherung der Bauarbeiten im Baufeld auf See wurde zum 1. August 2013 eine 500-m-Sicherheitszone um die geplanten Standorte der äußeren Windkraftanlagen eingerichtet. Ab Januar 2014 transportierte das GeoSea Errichterschiff Pacific Orca die Bauteile für die Fundamente (Monopiles) von Eemshaven aus zum Baufeld. Die Installation der 77 Fundamente in Monopile-Ausführung war Ende Juli 2014 beendet.
Ende August setzte die „Pacific Orca“ ein weiteres Fundament mit einer neuen Technik. Dabei handelte es sich um ein Suction-Bucket Jacket, das aus einer dreibeinigen Jacket-Struktur mit drei Bucket-Fundamenten besteht. Diese werden durch Auspumpen synchron und lärmarm in den Boden gepresst.

Lage von Borkum Riffgrund innerhalb der Windparks in der Deutschen Bucht

Die seit Oktober 2014 auf den Fundamenten installierten Windkraftanlagen wurden vom dänischen Esbjerg aus mit dem A2SEA Errichterschiff „Sea Installer“ zum Baufeld gebracht und dort aufgestellt.
Ab Juni 2014 legte der Kabelleger „Boa Sub C“ das von den Norddeutschen Seekabelwerken (NSW) gelieferte 26 km lange 155-kV-AC-Seekabelsystem von der Umspannplattform im Windpark zur HGÜ-Konverterstation DolWin alpha.
Am 17. Februar 2015 lieferten einige der Windkraftanlagen den ersten Strom durch diese Kabel. Ende Mai wurde das letzte Windrad errichtet. Damals war rund die Hälfte der Windkraftanlagen am Netz angeschlossen. Die übrigen Anlagen erhielten im Laufe des Sommers ihren Netzanschluss.
Der Windpark wurde am 9. Oktober 2015 offiziell eröffnet; Joachim zu Dänemark nahm daran teil.

### Technische Daten
Die 78 Windkraftanlagen des Typs Siemens SWT-4.0-120 haben eine Nennleistung von 4 MW und einen Rotordurchmesser von 120 m. Die Nabenhöhe liegt bei etwa 83 m, womit die Anlagen bis zur Blattspitze ca. 142 m hoch sind. Als Gründung wurden bis auf eine Ausnahme Monopiles verwendet, die 16 bis 30 Meter tief in den Meeresboden gerammt wurden. Die Wassertiefe im Windpark beträgt zwischen 23 und 29 Meter. Zu Beginn der Planungsphase war geplant, in Borkum Riffgrund 1 77 Windkraftanlagen mit jeweils 3 MW (= Gesamtleistung 231 MW) aufzustellen.
Borkum Riffgrund 1 wurde vom Übertragungsnetzbetreiber Tennet TSO per Hochspannungs-Gleichstrom-Übertragung (HGÜ) an das Stromnetz angeschlossen. Der produzierte Strom wird über die in der Nähe zum Windpark befindliche Konverterplattform DolWin alpha und das 165 km lange HGÜ-System DolWin1 (75 km See- und 90 km Erdkabel) zur Konverterstation „Dörpen West“ in Heede geleitet. Dort schließt auch der Trianel Windpark Borkum mit einer Leistung von ca. 400 MW an.
Borkum Riffgrund 1 ist der erste deutsche Offshore-Windpark, dessen produzierter Strom systemstabilisierend ins deutsche Stromnetz eingespeist werden kann: Er kann Regelleistung in Form von Minutenreserve und Sekundärreserve bereitstellen.

### Zwischenfall
Das Schiff Njord Forseti kollidierte im April 2020 mit einer Windkraftanlage. Drei Besatzungsmitglieder wurden verletzt – eines davon schwer.

## Borkum Riffgrund 2

### Planung
Der Windpark besteht aus zwei Teilflächen, ca. 37 km bzw. 40 km nordwestlich der Insel Borkum und etwa 57 Kilometer von der niedersächsischen Küste entfernt. Die 43 km² große Gesamtfläche liegt in der Nähe von Borkum Riffgrund 1 und Borkum Riffgrund 3. Die Wassertiefe beträgt dort etwa 25 bis 30 Meter.
Bei der Planung der PNE2 Riff II GmbH vom 25. Juli 2006 waren 97 Windenräder mit einer Leistung von 3,6 bis 6 MW beantragt und vom BSH am 30. November 2011 nach der Seeanlagenverordnung genehmigt worden. 2009 verkaufte PNE das Projekt 2009 an Ørsted.
Im Oktober 2012 wurde Borkum Riffgrund 2 von Ørsted vorübergehend gestoppt, weil der Übertragungsnetzbetreiber Tennet TSO die rechtzeitige Fertigstellung des Netzanschlusses nicht zusagen konnte.
Unter Beteiligung der Bundesnetzagentur konnte 2015 das voraussichtliche Fertigstellungsdatum des Netzanschlusses mit 450 MW Anschlussleistung auf den 22. Juli 2018 terminiert werden.
Im Juni 2015 gab Ørsted bekannt, dass man Borkum Riffgrund 2 fortsetze und sich – vorbehaltlich der endgültigen Investitionsentscheidung – für Anlagen vom Typ MHI Vestas V164 mit je 8 MW entschieden habe.
Durch die Änderung des Anlagentyps und der Anlagenanzahl (von 97 auf 56) wurden Anpassungen der Genehmigung von 2011 erforderlich. Darüber hinaus wurde die zunächst bis 2015 befristete Baugenehmigung dadurch bis zum 1. Juli 2018 verlängert. Im Juni 2016 gab Ørsted bekannt, die endgültige Investitionsentscheidung getroffen zu haben. 20 der 56 Anlagen werden auf Suction-Bucket Jackets gegründet, 36 Anlagen auf Monopiles.
Genehmigungsinhaber und Betreiber ist die Borkum Riffgrund 2 Offshore Wind Farm GmbH & Co. OHG, eine Betreibergesellschaft mit Sitz in Norden.
Beteiligungsstruktur von Borkum Riffgrund 2 (Stand: 12. August 2022):
| Anteil | Anteilseigner               |
| ------ | --------------------------- |
| 50 %   | Ørsted                      |
| 25 %   | Gulf Energy                 |
| 20,5 % | Keppel Infrastructure Trust |
| 4,5 %  | Keppel Corporation          |

### Bau

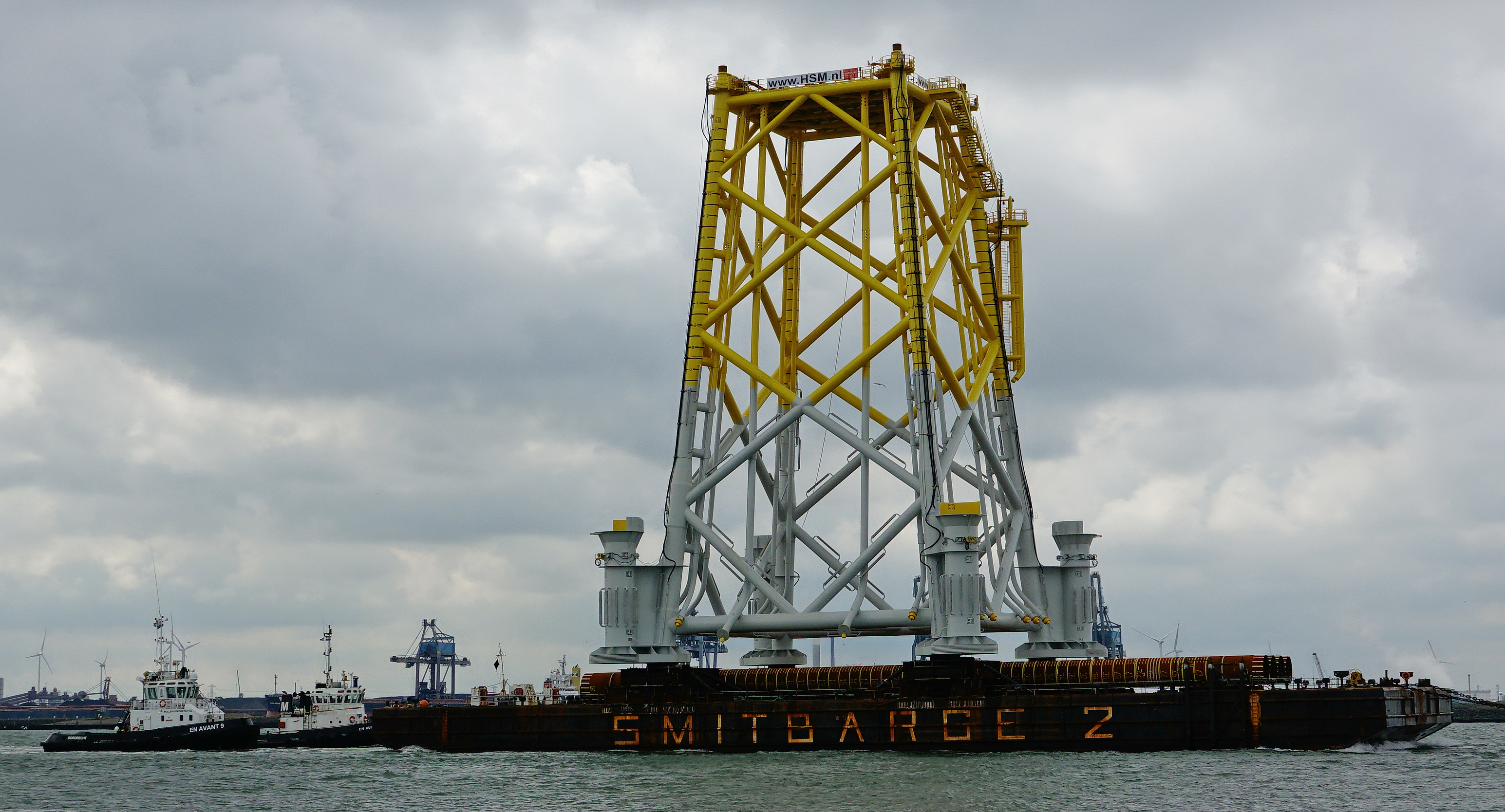
Jacket-Fundament der Umspannplattform für Borkum Riffgrund 2

Die Bauarbeiten im Windpark-Baufeld begannen Anfang 2018. Von März bis Mai wurden die 36 Monopile-Fundamente installiert. Die Suction Buckets wurden in Cuxhaven bei Cuxport mit den 20 Jacket-Konstruktionen verbunden und im Juni und Juli, schneller als geplant, von der GeoSea in den Meeresboden eingebracht.
Für die Installation der 56 Windenergieanlagen nutzte der dänische Turbinen-Hersteller MHI Vestas den „Port Knock“ in Emden an der Knock als Service-Stützpunkt. Die Installation der 8-MW-Anlagen erfolgte von Mai bis August 2018 mit dem Errichterschiff Bold Tern durch Fred. Olsen Windcarrier.
Die Umspannplattform wurde am 25. Juni 2018 durch das Kranschiff SSCV Thialf auf das bereits 2017 aufgestellte Jacket-Fundament gehoben und installiert. Sie sammelt und transformiert die Leistung der Anlagen von Mittel- auf Hochspannung und leitet sie zu der bei Norcic Yards in Warnemünde gefertigten Konverterstation DolWin Gamma des Netzbetreibers TenneT weiter.
Die kommerzielle Inbetriebnahme des Windparks erfolgte am 4. Juni 2019.

### Netzanbindung
Die Netzanbindung von Borkum Riffgrund 2 wird vom Übertragungsnetzbetreiber Tennet TSO per Hochspannungs-Gleichstrom-Übertragung (HGÜ) durchgeführt. Zwei 225-MW-HVAC-Leitungen verbinden die Umspannplattform des Windparks mit Tennets bei Nordic Yards gebauten Konverter-Plattform DolWin gamma. Diese ist per See- und Erdkabel (je 80 km) mit der landseitigen Konverterstation „Dörpen West“ in Heede verbunden, die wieder Drehstrom erzeugt. Das DolWin3 genannte HGÜ-System ist für 900 MW ausgelegt und ging 2019 in Betrieb. Dort schließt auch der Offshore-Windpark Merkur mit einer Leistung von 396 MW an.

## Borkum Riffgrund 3
Das Vorhabengebiet für den Offshore-Windpark Borkum Riffgrund 3 liegt ca. 53 Kilometer vor der Insel Borkum. Zum Einsatz kommen sollen 83 Windkraftanlagen des Typs Siemens Gamesa SG 11.0-200, die Inbetriebnahme ist für 2026 geplant.
Der Windpark bestand ursprünglich aus drei Teilprojekten, die von Ørsted (vormals: Dong Energy) im September 2019 zu einem 913 MW-Projekt zusammengefasst wurden. Im Jahr 2020 beantragte die Borkum Riffgrund 3 GmbH mit Sitz in Hamburg den Bau und Betrieb von 83 Windenergieanlagen. Das Bundesamt für Seeschifffahrt und Hydrographie erteilte am 13. Oktober 2021 die Genehmigung nach dem Windenergie-auf-See-Gesetz. Die früheren Genehmigungen für die Teilprojekte sind nicht mehr gültig. Im Dezember 2021 hat Ørsted schließlich die finale Investitionsentscheidung zugunsten von Borkum Riffgrund 3 getroffen.
Teile des Stroms werden über Energielieferverträge mit langjähriger Laufzeit an Unternehmen geliefert:
- 350 MW an den Onlineversandhändler Amazon
- 186 MW an das Chemieunternehmen BASF
- 100 MW an den Werkstoffhersteller Covestro
- 100 MW an die Energie-Handels-Gesellschaft der Rewe Group
- 50 MW an das Technologieunternehmen Google LLC

Beteiligungsstruktur von Borkum Riffgrund 3 (Stand: 20. Oktober 2021):
| Anteil | Anteilseigner      |
| ------ | ------------------ |
| 50 %   | Ørsted             |
| 50 %   | Glennmont Partners |

### Teilprojekte Borkum Riffgrund West I und II
Auf Antrag von Energiekontor vom 23. März 2000 wurde am 25. Februar 2004 vom BSH die Errichtung und der Betrieb von 80 Windenergieanlagen auf Grundlage der Seeanlagenverordnung genehmigt. Das Gebiet liegt 40 Kilometer nordwestlich der Insel Borkum und umfasst eine Fläche von knapp 30 km² bei Wassertiefen von 29 bis 33 Metern. Im November 2011 erwarb Ørsted die Windparkrechte.
Für Borkum Riffgrund West II sicherte sich Ørsted im April 2017 einen Zuschlag für 240 MW. Bei der Ausschreibung nach dem Windenergie-auf-See-Gesetz bot Ørsted 0,00 Cent pro Kilowattstunde und sicherte sich somit Netzanschlusskapazität. In der Ausschreibung im April 2018 sicherte sich Ørsted weitere 420 MW für Borkum Riffgrund West I und verzichtet wieder auf eine Marktprämie nach dem Erneuerbare-Energien-Gesetz.

### Teilprojekt OWP West
Auf Antrag von Northern Energy OWP West GmbH (vormals LCO Nature GmbH) vom 1. September 2006 wurde am 15. April 2014 vom BSH die Errichtung und der Betrieb von 41 Windenergieanlagen auf Grundlage der Seeanlagenverordnung genehmigt.
Für Northern Energy OWP West sicherte sich Ørsted im April 2017 einen Zuschlag für 240 MW. Bei der Ausschreibung bot Ørsted wieder 0,00 Cent pro Kilowattstunde und sicherte sich somit zusätzliche Netzanschlusskapazität.

### Bau
Der Bau von Borkum Riffgrund 3 wurde parallel mit dem Offshore-Windpark Gode Wind III umgesetzt und startete im Dezember 2023 mit der Platzierung der Monopiles durch die Jan de Nul Group. Dabei kam das Kranschiff Les Alizés zum Einsatz. Im Juni 2024 stand die erste Windkraftanlage, die letzte Turbine wurde im Januar 2025 installiert.

### Netzanbindung
Die Anschlussleistung von insgesamt 900 MW wird an das Offshore-HGÜ-System DolWin5 über die in Errichtung befindliche Konverterplattform DolWin epsilon angeschlossen. Die 130 km lange Gleichstromverbindung von Plattform zum Netzverknüpfungspunkt Umspannwerk Emden/Ost bei Borssum wird über 100 km Seekabel und 30 km Erdkabel realisiert. Der Drehstromanschluss des Windparks an DolWin epsilon wird mit einem neuen 66-kV-Direktanbindungskonzept erfolgen. Bei diesem werden die 66-Kilovolt-Kabelstränge der Windkraftanlagen direkt mit der Konverterplattform auf See verbunden. Der Entfall des bisher üblichen 155-kV-Drehstrom-Seekabelsystems und der Windpark-Umspannplattform reduziert die Gesamtkosten des Netzanbindungssystems DolWin5.
Verantwortlicher Übertragungsnetzbetreiber ist Tennet TSO. Die Konverterplattform DolWin epsilon hat Tennet in dreijähriger Bauzeit auf der Seatrium-Werft (vormals: Keppel Corporation) in Singapur bauen lassen. Sie verließ im Oktober 2023 Singapur. Auf der Aibel-Werft im norwegischen Haugesund erhielt die Plattform die Elektrotechnik von Hitachi.
Die Netzanbindung sollte am 1. Oktober 2024 in Betrieb gehen. Die Fertigstellung wird sich voraussichtlich bis 15. Dezember 2025 verzögern. Ørsted geht davon aus, dass der kommerzielle Betrieb von Borkum Riffgrund 3 daher erst Anfang 2026 beginnen und Tennet für die Verzögerung aufkommen wird. Die Entschädigungszahlung wird über die Offshore-Netzumlage auf die Stromverbraucher umgelegt.

## Betrieb

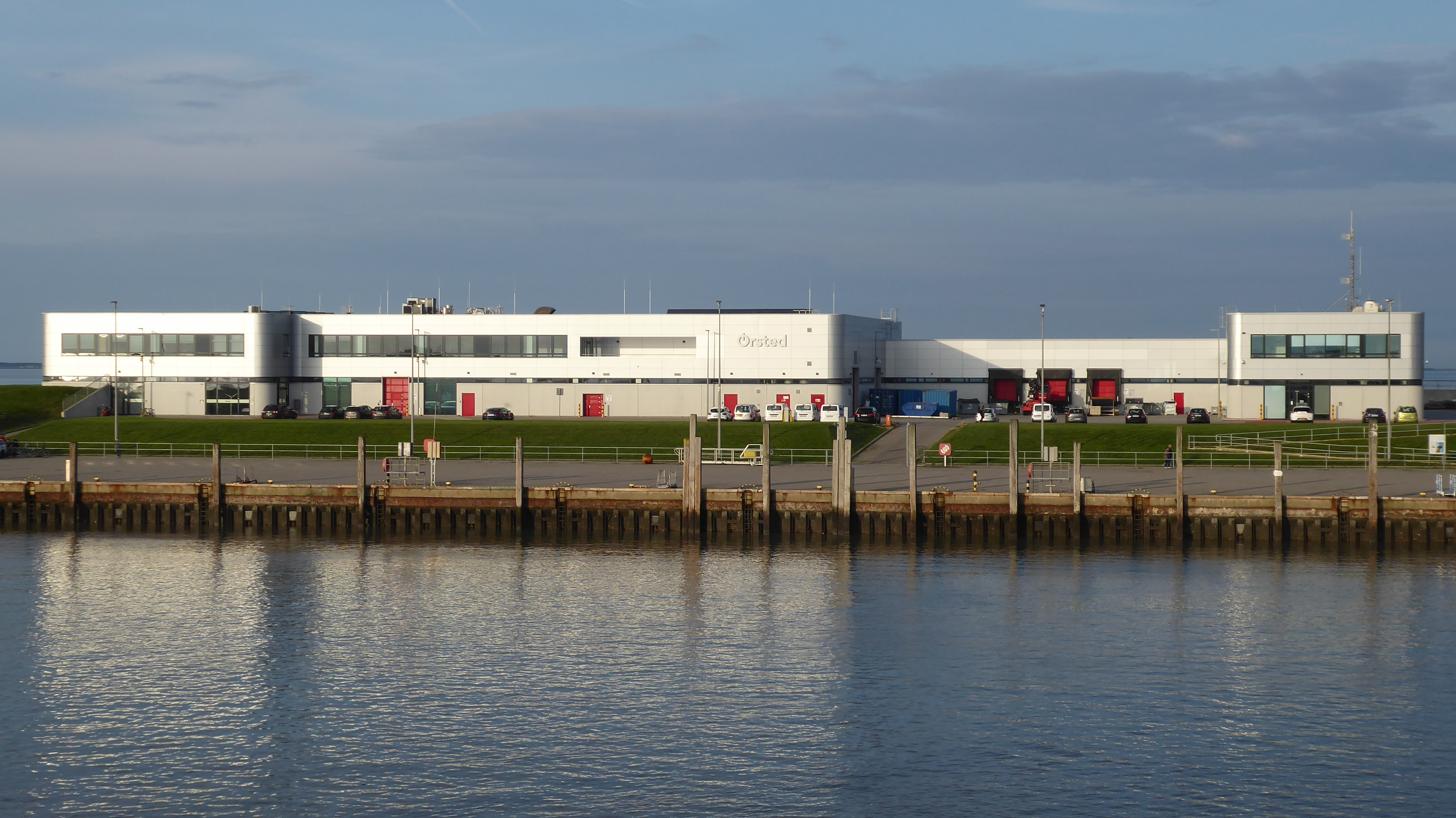
Ørsted-Stützpunkt in Norddeich

Ørsted nutzt seit 2015 ein Gelände in Norddeich als Stützpunkt für Wartung und Service. Hier steht die Betriebsführungszentrale, errichtet vom Bauunternehmen Johann Bunte. Wegen des Zubaus in der Nordsee wurde die Betriebsführungszentrale vergrößert.